# Paul Phillips Harrison
Pour les articles homonymes, voir Paul Harrison et Harrison.
Paul Phillips Harrison (1er décembre 1882-22 octobre 1950) est un homme politique canadien de la Colombie-Britannique. Il est député provincial libéral-indépendant de la circonscription britanno-colombienne de Comox de 1924 à 1928,.